# Trichothyse
Trichothyse Tucker, 1923 è un genere di ragni appartenente alla famiglia Gnaphosidae.

## Distribuzione
Le 4 specie note di questo genere sono state reperite in Sudafrica e in Namibia.

## Tassonomia
Considerato un sinonimo anteriore di Upognampa Tucker, 1923, a seguito di un lavoro di Murphy del 2007.
Non sono stati esaminati esemplari di questo genere dal 2007.
Attualmente, a gennaio 2016, si compone di 4 specie:
- Trichothyse africana (Tucker, 1923) — Sudafrica
- Trichothyse fontensis Lawrence, 1928 — Namibia
- Trichothyse hortensis Tucker, 1923[2] — Sudafrica
- Trichothyse subtropica Lawrence, 1927 — Sudafrica